# 2023 у науці
Ця стаття присвячена головним науковим подіям у галузі науки в 2023 році.

## Січень
- 3 січня — науковці з університету Небраски виявили бактерію, Halteria, яка живиться вірусами[en][1].
- 11 січня — науковці НАСА повідомили про відкриття LHS 475 b — екзопланети-двійника Землі. Це перша екзопланета, виявлена за допомогою космічного телескопа Джеймс Вебб[2].

## Лютий
- 2 лютого — довгоперіодична комета C/2022 E3 (ZTF) пролетіла на мінімальній відстані від Землі — 0,28 а. о.[3].
- 6 лютого — астрономи виявили 12 нових супутників у Юпітера; їхня загальна кількість досягла 92[4].
- 13 лютого — астероїд 2023 CX1 зайшов в атмосферу Землі над Нормандією і вибухнув у повітрі над Ла-Маншем[5].

## Березень
- 2 березня — запуск до МКС корабля SpaceX Crew-6 із трьома космонавтами на борту[6].
- 14 березня — запущено GPT-4[7].

## Квітень
- 14 квітня — Європейське космічне агентство здійснило запуск автоматичної міжпланетної станції Jupiter Icy Moons Explorer для вивчення Юпітера та його супутників[8].
- 20 квітня
  - Сонячне (часткове) затемнення, яке було видно в Південно-Східній Азії, Філіппінах, Новій Зеландії[9].
  - Палеоневрологи опублікували першу нейроеволюційну хронологію(інші мови) кореляцій змін форми кори головного мозку, яка демонструє «варіабельність у геометрії поверхні, пов'язану з екологією та поведінкою видів» та пізнавальними здібностями. Вона характеризує багато нейроморфологічних подій у походженні людського інтелекту(інші мови) за останні 77 мільйонів років[10].

## Травень
- 5 травня — Місячне (півтіньове) затемнення, яке було видно в Азії, Африці, Австралії та Антарктиді.
- 10 травня — вперше методом штучного запліднення народжено дитину від трьох батьків[11].

## Червень
- 5 червня — вчені повідомляють про потенційні докази того, що Homo naledi, викопний вид археоантропів з малим мозком, відкритий у 2013 році в Південній Африці, який існував 500 000 років тому, ховав своїх мертвих, створював наскельні малюнки та використовував вогонь[12][13].
- 14 червня — науковці з Каліфорнійського технологічного й Кембриджського університетів повідомили про створення першого синтезованого ембріона людини із стовбурових клітин, без участі сперматозоїда і яйцеклітини[14].
- 27 червня — математиками обраховано дев'яте дедекинде число {\displaystyle M(9)}[15].

## Липень
- 1 липня — запуск космічного телескопа Евклід для вивчення природи темної матерії та темної енергії[16].
- 14 липня — запуск індійської космічної місії Чандраян-3 для дослідження Місяця[17].
- 25 липня — на Житомирщині в Україні знайдено викопні залишки волинської біоти, які жили в континентальній глибинній біосфері[en] Землі близько 1,5 млрд років тому[18].

## Серпень
- 2 серпня — в журналі Nature опубліковано дослідження скам'янілого скелета вимерлого кита Perucetus colossus, знайденого в Перу. За оцінками, це могли бути найважчі тварини на Землі. При довжині тіла 20 м їхня маса складала від 85 до 340 тонн[19][20].
- 10 серпня:
  - Запуск російської космічної місії Луна-25 для дослідження Місяця[21] Станція розбилася об поверхню Місяця за день до планованої посадки, 19 серпня 2023 року.
  - В Єгипті палеонтологами виявлено рештки невідомого раніше виду вимерлих китів, що жили 41 млн років тому. Рід тварини було названо на честь фараона Тутанхамона — Tutcetus[22].
- 23 серпня:
  - Повністю розшифровано Y-хромосому людини та виявлено 41 новий ген[23][24].
  - Індійська космічна станція «Чандраян-3» здійснила успішну посадку на південний полюс Місяця. Індія стала четвертою країною, яка здійснила посадку космічного корабля на Місяць[25].
- 25 серпня — запуск космічного корабля SpaceX Crew-7 із чотирма космонавтами на борту до МКС[26].

## Вересень
- 2 вересня — Індія запустила космічну місію Адітья-L1 для дослідження атмосфери Сонця[27]
- 9 вересня — літо 2023 року, за повідомленням Всесвітньої метеорологічної організації, визнано найбільш спекотним за всю історію метеоспостережень[28].
- 15 вересня — запуск до МКС корабля Союз МС-24 із трьома космонавтами[29].
- 19 вересня — РНК, отримана від сумчастого вовка або тилацина — перша успішна ізоляція та розшифровка таких молекул вимерлого виду[30][31].
- 24 вересня — зонд НАСА OSIRIS-REx зі зразком астероїда Бенну приземлився на військовому полігоні у штаті Юта[32].

## Жовтень
- 13 жовтня — НАСА за допомогою ракети Falcon Heavy запустило космічний апарат «Психея» для дослідження астероїда 16 Психея[33].
- 14 жовтня — Сонячне (часткове) затемнення, яке можна було спостерігати в Північній Америці, Центральній Америці, Південній Америці[34].
- 26 жовтня — запуск китайського космічного корабля «Шеньчжоу-17» із трьома космонавтами на борту до космічної станції «Тяньгун»"[35].
- 28 жовтня — Місячне (півтіньове) затемнення, яке було видно в Азії, Європі та Африці[36].

## Листопад
- 11 листопада — в Індонезії виявили проєхидну Аттенборо, яка вважалася вимерлою понад 60 років тому[37].

## Нагороди
- 22 березня — Роберт Меткалф здобув премію Тюрінга за винахід Ethernet[38].

### Нобелівська премія
- Премію з медицини та фізіології здобули біохіміки Каталін Каріко (Угорщина-США) та Дрю Вайсман (США) з Пенсільванського університету «за відкриття щодо модифікацій нуклеозидних основ, які дозволили розробити ефективні мРНК-вакцини проти COVID-19»[39].
- Премію з фізики здобули П'єр Агостіні, Ференц Краус та Анн Л'Юйє «за експериментальні методи, які генерують аттосекундні імпульси світла для дослідження динаміки електронів у речовині»[40].
- Премію з хімії отримали Муні Бавенді, Луїс Брюс та Олексій Єкімов «за відкриття та синтез квантових точок»[41].

## Померли
- 9 січня — Александр Мюллер, 95, швейцарський фізик, лауреат Нобелівської премії з фізики (1987)[42].
- 29 січня — Вілл Штеффен, 75, американсько-австралійський хімік[43].
- 15 лютого — Пол Берг, 96, американський біохімік, лауреат Нобелівської премії з хімії (1980)[44].
- 27 лютого — Литвиненко Леонід Миколайович, 84, радянський і український фізик та педагог, директор РІ НАН України (1985—2017), Заслужений діяч науки і техніки України (1997).[45].
- 5 березня — Франсіско Хосе Аяла, 88, іспансько-американський біолог, філософ та педагог[46].
- 7 березня — Романенко Віктор Дмитрович, 92, український вчений в галузі гідробіології, гідроекології, академік НАН України.
- 21 березня — Клод Лорі, 91, французький гляціолог та кліматолог.
- 25 червня — Джон Гудінаф, 100, американський фізик, лауреат Нобелівської премії з хімії (2019).
- 28 травня — Гаральд цур Гаузен, 87, німецький вірусолог та педагог, лауреат Нобелівської премії з фізіології і медицини (2008).
- 24 липня — Чарльз Мізнер, 91, американський фізик.
- 4 вересня — Ферід Мурад, 86, американський фармаколог, біолог та педагог, лауреат Нобелівської премії з фізіології або медицини (1998).